# Liolaemus puritamensis
Espèce
Statut de conservation UICN

 LC  : Préoccupation mineure
Liolaemus puritamensis est une espèce de sauriens de la famille des Liolaemidae.

## Répartition et habitat
Cette espèce est présente en Bolivie, au Chili dans la région d'Antofagasta et en Argentine dans la province de Jujuy. On la trouve entre 4 200 et 4 700 m d'altitude. Elle vit dans la puna, la végétation est majoritairement composée de Baccharis, Lepidophyllum, Nototriche, Parastrephia et Senecio.

## Description
C'est un saurien vivipare.

## Taxinomie
Liolaemus filiorum a été placée en synonymie avec Liolaemus puritamensis par Troncoso-Palacio en 2014. Cette étude est considérée comme erronée et invalide par Pincheira-Donoso en 2014

## Publication originale
- Nunez & Fox, 1989 : Liolaemus puritamensis, a new species of iguanid lizard previously confused with Liolaemus multiformis (Squamata: Iguanidae). Copeia, vol. 1989, no 2, p. 456-460.